# Schönheide
Schönheide es un municipio situado en el distrito de Erzgebirge, en el estado federado de Sajonia (Alemania), a una altitud de 700 metros. Su población a finales de 2016 era de unos 4500 habs. y su densidad poblacional, 150 hab/km².